# 蒙文通
蒙文通（1894年10月16日—1968年8月1日），名尔达，字文通，四川鹽亭人，是中國現代的歷史學家和經學家。在先秦史、民族史、思想史等领域有较大成就。

## 生平
幼年聪明强记，五岁入私塾，四书五经诸子之书，多能背诵。1911年，入存古學堂，受教於廖平、劉師培二先生。1918年毕业后，返乡办私塾。期间任教于重庆府联中和重庆省立二女子师范学校。
1923年後，從歐陽竟無學習佛學。1929年，出版《古史甄微》、《經學抉原》，馳名於學林。曾先后任教于中央大学（1929年）、成都大学（1930年）、河南大学（1931年）、北京大学（1933年）、河北女子师范学院（1936年）、四川大学（1937年）、华西大学（1940年）。在各大學分別開出《中國通史》、《宋元史》、《宋史》、《宋代理學》、《宋代史學》、《宋代學術》等课程。
1949年后，任教华西大学、四川大学，兼任中国科学院历史研究所研究员、学术委员会委员。成都市人大代表，政协委员，中国民主同盟成都市委、四川省委委员。
文革开始后，被打成“反动学术权威”。在牛棚里写作《越史丛考》。1968年被迫害致死。
他的大部分重要著述已由其子蒙默用15年以上時間的集中整理，以《蒙文通文集》出版，當中包括《古學甄微》、《古族甄微》、《經史抉原》、《古地甄微》、《古史甄微》、《道書輯校十種》。

## 成就
在古史研究方面，提出海岱、河洛和江汉三个系统，在近代中国最早提出多元论。
相应地，在思想史方面，提出存在以孟子为宗合六经的邹鲁、以韩非为宗合《竹书纪年》的三晋和以屈原为宗合《山海经》的南方三个流派。
在历史观方面，提出“大势变迁论”。
在民族史方面，严密考证了楚、越不同祖的结论，驳斥了越南学术界“越族江南说”。

## 著作
1. 《中國禪學考》
2. 評《學史散篇》
3. 讀《中國史上南北強弱觀》
4. 《儒家哲學思想之發展》(“後論” 部分)
5. 《宋史》敍言
6. 《宋代史學》一、二
7. 《宋史全文續資治通鑒》
8. 華陽張君《葉水心研究》
9. 王介甫《老子注》
10. 校理陳景元《老子注》，1948年編校
11. 重編陳景元《莊子注》，1948年編次
12. 陳碧虛與陳摶學派——陳景元《老子》、《莊子》注校記
13. 《理學劄記》
14. 《理學劄記補遺》
15. 《北宋變法論稿》
16. 《中國歷代農產量的擴大和賦役制度及學術思想的演變》
17. 《道教史瑣談》
18. 《鴻溝通塞考》
19. 《略論四川二千年間各地發展先後》
20. 《前後蜀州縣及十節度考》
21. 《四川歷代盛衰與戶口登耗考略》
22. 《成都二江考》——附論大城、少城、七橋、十八門
23. 《從宋代的商稅和城市看中國封建社會的自然經濟》

## 外部連結
- 罗志田. . 四川大学学报（哲学社会科学版）. 2005, (4): 101–114. ISSN 1006-0766. doi:10.3969/j.issn.1006-0766.2005.04.017. CNKI SCDZ200504016. （原始内容存档于2020-04-12）.
- 王汎森. . 历史研究. 2005, (2): 59–74. ISSN 0459-1909. CNKI LSYJ200502004 NCPSSD 15707180. WFdata:periodical/lsyj200502004.